# Список астероїдів (16201—16300)
| Назва                              | Тимчасове позначення | Дата відкриття  | Місце відкриття           | Відкривач                                              |
| ---------------------------------- | -------------------- | --------------- | ------------------------- | ------------------------------------------------------ |
| (16201) 2000 CK1                   | 2000 CK1             | 4 лютого 2000   | Вішнянська обсерваторія   | Корадо Корлевіч                                        |
| 16202 Шрівастава (Srivastava)      | 2000 CE28            | 2 лютого 2000   | Сокорро (Нью-Мексико)     | LINEAR                                                 |
| 16203 Джесікастал (Jessicastahl)   | 2000 CH32            | 2 лютого 2000   | Сокорро (Нью-Мексико)     | LINEAR                                                 |
| (16204) 2000 CT33                  | 2000 CT33            | 4 лютого 2000   | Вішнянська обсерваторія   | Корадо Корлевіч                                        |
| (16205) 2000 CC34                  | 2000 CC34            | 4 лютого 2000   | Вішнянська обсерваторія   | Корадо Корлевіч                                        |
| (16206) 2000 CL39                  | 2000 CL39            | 4 лютого 2000   | Сокорро (Нью-Мексико)     | LINEAR                                                 |
| 16207 Montgomery                   | 2000 CV40            | 1 лютого 2000   | Каталінський огляд        | Каталінський огляд                                     |
| (16208) 2000 CL52                  | 2000 CL52            | 2 лютого 2000   | Сокорро (Нью-Мексико)     | LINEAR                                                 |
| 16209 Стернер (Sterner)            | 2000 CB56            | 4 лютого 2000   | Сокорро (Нью-Мексико)     | LINEAR                                                 |
| (16210) 2000 CY61                  | 2000 CY61            | 2 лютого 2000   | Сокорро (Нью-Мексико)     | LINEAR                                                 |
| 16211 Самірсур (Samirsur)          | 2000 CL83            | 4 лютого 2000   | Сокорро (Нью-Мексико)     | LINEAR                                                 |
| 16212 Теберґ (Theberge)            | 2000 CB84            | 4 лютого 2000   | Сокорро (Нью-Мексико)     | LINEAR                                                 |
| (16213) 2000 CG85                  | 2000 CG85            | 4 лютого 2000   | Сокорро (Нью-Мексико)     | LINEAR                                                 |
| 16214 Венкатачалам (Venkatachalam) | 2000 CM87            | 4 лютого 2000   | Сокорро (Нью-Мексико)     | LINEAR                                                 |
| 16215 Венкатраман (Venkatraman)    | 2000 CB104           | 11 лютого 2000  | Сокорро (Нью-Мексико)     | LINEAR                                                 |
| (16216) 2000 DR4                   | 2000 DR4             | 28 лютого 2000  | Сокорро (Нью-Мексико)     | LINEAR                                                 |
| 16217 Пітербротон (Peterbroughton) | 2000 DR13            | 28 лютого 2000  | Обсерваторія Кітт-Пік     | Spacewatch                                             |
| 16218 Mintakeyes                   | 2000 DV14            | 26 лютого 2000  | Каталінський огляд        | Каталінський огляд                                     |
| 16219 Вентурелі (Venturelli)       | 2000 DL29            | 29 лютого 2000  | Сокорро (Нью-Мексико)     | LINEAR                                                 |
| 16220 Майквагнер (Mikewagner)      | 2000 DB40            | 29 лютого 2000  | Сокорро (Нью-Мексико)     | LINEAR                                                 |
| 16221 Кевінянг (Kevinyang)         | 2000 DX48            | 29 лютого 2000  | Сокорро (Нью-Мексико)     | LINEAR                                                 |
| 16222 Доннандерсон (Donnanderson)  | 2000 DK55            | 29 лютого 2000  | Сокорро (Нью-Мексико)     | LINEAR                                                 |
| (16223) 2000 DR69                  | 2000 DR69            | 29 лютого 2000  | Сокорро (Нью-Мексико)     | LINEAR                                                 |
| (16224) 2000 DU69                  | 2000 DU69            | 29 лютого 2000  | Сокорро (Нью-Мексико)     | LINEAR                                                 |
| 16225 Джорджбальдо (Georgebaldo)   | 2000 DF71            | 29 лютого 2000  | Сокорро (Нью-Мексико)     | LINEAR                                                 |
| 16226 Бітон (Beaton)               | 2000 DT72            | 29 лютого 2000  | Сокорро (Нью-Мексико)     | LINEAR                                                 |
| (16227) 2000 DY73                  | 2000 DY73            | 29 лютого 2000  | Сокорро (Нью-Мексико)     | LINEAR                                                 |
| (16228) 2000 EC39                  | 2000 EC39            | 8 березня 2000  | Сокорро (Нью-Мексико)     | LINEAR                                                 |
| (16229) 2000 EM46                  | 2000 EM46            | 9 березня 2000  | Сокорро (Нью-Мексико)     | LINEAR                                                 |
| 16230 Бенсон (Benson)              | 2000 EA95            | 9 березня 2000  | Сокорро (Нью-Мексико)     | LINEAR                                                 |
| 16231 Джесбергер (Jessberger)      | 2000 ES130           | 11 березня 2000 | Станція Андерсон-Меса     | LONEOS                                                 |
| 16232 Чіхагербс (Chijagerbs)       | 2000 ED152           | 6 березня 2000  | Обсерваторія Галеакала    | NEAT                                                   |
| (16233) 2000 FA12                  | 2000 FA12            | 31 березня 2000 | Сокорро (Нью-Мексико)     | LINEAR                                                 |
| 16234 Боссе (Bosse)                | 2000 FR20            | 29 березня 2000 | Сокорро (Нью-Мексико)     | LINEAR                                                 |
| (16235) 2000 FF46                  | 2000 FF46            | 29 березня 2000 | Сокорро (Нью-Мексико)     | LINEAR                                                 |
| 16236 Стіврімер (Stebrehmer)       | 2000 GG51            | 5 квітня 2000   | Сокорро (Нью-Мексико)     | LINEAR                                                 |
| (16237) 2000 GX76                  | 2000 GX76            | 5 квітня 2000   | Сокорро (Нью-Мексико)     | LINEAR                                                 |
| 16238 Чаппе (Chappe)               | 2000 GY104           | 7 квітня 2000   | Сокорро (Нью-Мексико)     | LINEAR                                                 |
| 16239 Довер (Dower)                | 2000 GY105           | 7 квітня 2000   | Сокорро (Нью-Мексико)     | LINEAR                                                 |
| (16240) 2000 GJ115                 | 2000 GJ115           | 8 квітня 2000   | Сокорро (Нью-Мексико)     | LINEAR                                                 |
| 16241 Дворський (Dvorsky)          | 2000 GD126           | 7 квітня 2000   | Сокорро (Нью-Мексико)     | LINEAR                                                 |
| (16242) 2000 GT126                 | 2000 GT126           | 7 квітня 2000   | Сокорро (Нью-Мексико)     | LINEAR                                                 |
| 16243 Розенбауер (Rosenbauer)      | 2000 GO147           | 4 квітня 2000   | Станція Андерсон-Меса     | LONEOS                                                 |
| 16244 Брож (Broz)                  | 2000 GQ147           | 4 квітня 2000   | Станція Андерсон-Меса     | LONEOS                                                 |
| (16245) 2000 GM160                 | 2000 GM160           | 7 квітня 2000   | Сокорро (Нью-Мексико)     | LINEAR                                                 |
| 16246 Кантор (Cantor)              | 2000 HO3             | 27 квітня 2000  | Прескоттська обсерваторія | Пол Комба                                              |
| 16247 Еснер (Esner)                | 2000 HY11            | 28 квітня 2000  | Сокорро (Нью-Мексико)     | LINEAR                                                 |
| 16248 Фокс (Fox)                   | 2000 HT13            | 28 квітня 2000  | Сокорро (Нью-Мексико)     | LINEAR                                                 |
| 16249 Коші (Cauchy)                | 2000 HT14            | 29 квітня 2000  | Прескоттська обсерваторія | Пол Комба                                              |
| 16250 Делбо (Delbo)                | 2000 HP26            | 26 квітня 2000  | Станція Андерсон-Меса     | LONEOS                                                 |
| 16251 Барбіфранк (Barbifrank)      | 2000 HX48            | 29 квітня 2000  | Сокорро (Нью-Мексико)     | LINEAR                                                 |
| 16252 Франфрост (Franfrost)        | 2000 HQ51            | 29 квітня 2000  | Сокорро (Нью-Мексико)     | LINEAR                                                 |
| 16253 Ґріффіс (Griffis)            | 2000 HJ52            | 29 квітня 2000  | Сокорро (Нью-Мексико)     | LINEAR                                                 |
| 16254 Гарпер (Harper)              | 2000 HZ53            | 29 квітня 2000  | Сокорро (Нью-Мексико)     | LINEAR                                                 |
| 16255 Хемптон (Hampton)            | 2000 HX63            | 26 квітня 2000  | Станція Андерсон-Меса     | LONEOS                                                 |
| (16256) 2000 JM2                   | 2000 JM2             | 3 травня 2000   | Сокорро (Нью-Мексико)     | LINEAR                                                 |
| (16257) 2000 JY6                   | 2000 JY6             | 4 травня 2000   | Сокорро (Нью-Мексико)     | LINEAR                                                 |
| 16258 Віллхейс (Willhayes)         | 2000 JP13            | 6 травня 2000   | Сокорро (Нью-Мексико)     | LINEAR                                                 |
| 16259 Гаузінґер (Housinger)        | 2000 JR13            | 6 травня 2000   | Сокорро (Нью-Мексико)     | LINEAR                                                 |
| 16260 Спутнік (Sputnik)            | 2000 JO15            | 9 травня 2000   | Обсерваторія Ріді-Крик    | Джон Бротон                                            |
| (16261) 2000 JF18                  | 2000 JF18            | 4 травня 2000   | Обсерваторія Наніо        | Обсерваторія Нанйо                                     |
| 16262 Рікурц (Rikurtz)             | 2000 JR32            | 7 травня 2000   | Сокорро (Нью-Мексико)     | LINEAR                                                 |
| (16263) 2000 JV37                  | 2000 JV37            | 7 травня 2000   | Сокорро (Нью-Мексико)     | LINEAR                                                 |
| 16264 Річлі (Richlee)              | 2000 JH40            | 7 травня 2000   | Сокорро (Нью-Мексико)     | LINEAR                                                 |
| 16265 Лемей (Lemay)                | 2000 JL43            | 7 травня 2000   | Сокорро (Нью-Мексико)     | LINEAR                                                 |
| 16266 Джоконнел (Johconnell)       | 2000 JX43            | 7 травня 2000   | Сокорро (Нью-Мексико)     | LINEAR                                                 |
| 16267 Макдермотт (Mcdermott)       | 2000 JY43            | 7 травня 2000   | Сокорро (Нью-Мексико)     | LINEAR                                                 |
| 16268 Макнілі (Mcneeley)           | 2000 JD44            | 7 травня 2000   | Сокорро (Нью-Мексико)     | LINEAR                                                 |
| 16269 Меркорд (Merkord)            | 2000 JP44            | 7 травня 2000   | Сокорро (Нью-Мексико)     | LINEAR                                                 |
| (16270) 2000 JH48                  | 2000 JH48            | 9 травня 2000   | Сокорро (Нью-Мексико)     | LINEAR                                                 |
| 16271 Дюанніколс (Duanenichols)    | 2000 JC55            | 6 травня 2000   | Сокорро (Нью-Мексико)     | LINEAR                                                 |
| (16272) 2000 JS55                  | 2000 JS55            | 6 травня 2000   | Сокорро (Нью-Мексико)     | LINEAR                                                 |
| 16273 Онілл (Oneill)               | 2000 JS56            | 6 травня 2000   | Сокорро (Нью-Мексико)     | LINEAR                                                 |
| 16274 Павліца (Pavlica)            | 2000 JX56            | 6 травня 2000   | Сокорро (Нью-Мексико)     | LINEAR                                                 |
| (16275) 2000 JP58                  | 2000 JP58            | 6 травня 2000   | Сокорро (Нью-Мексико)     | LINEAR                                                 |
| (16276) 2000 JX61                  | 2000 JX61            | 7 травня 2000   | Сокорро (Нью-Мексико)     | LINEAR                                                 |
| (16277) 2000 JW74                  | 2000 JW74            | 4 травня 2000   | Обсерваторія Кітт-Пік     | Spacewatch                                             |
| (16278) 2000 JM77                  | 2000 JM77            | 7 травня 2000   | Сокорро (Нью-Мексико)     | LINEAR                                                 |
| (16279) 2000 KJ23                  | 2000 KJ23            | 28 травня 2000  | Сокорро (Нью-Мексико)     | LINEAR                                                 |
| 16280 Ґрусен (Groussin)            | 2000 LS6             | 1 червня 2000   | Станція Андерсон-Меса     | LONEOS                                                 |
| (16281) 2071 P-L                   | 2071 P-L             | 24 вересня 1960 | Паломарська обсерваторія  | К. Й. ван Гаутен, І. ван Гаутен-Ґроневельд, Т. Герельс |
| (16282) 2512 P-L                   | 2512 P-L             | 24 вересня 1960 | Паломарська обсерваторія  | К. Й. ван Гаутен, І. ван Гаутен-Ґроневельд, Т. Герельс |
| (16283) 2545 P-L                   | 2545 P-L             | 24 вересня 1960 | Паломарська обсерваторія  | К. Й. ван Гаутен, І. ван Гаутен-Ґроневельд, Т. Герельс |
| (16284) 2861 P-L                   | 2861 P-L             | 24 вересня 1960 | Паломарська обсерваторія  | К. Й. ван Гаутен, І. ван Гаутен-Ґроневельд, Т. Герельс |
| (16285) 3047 P-L                   | 3047 P-L             | 24 вересня 1960 | Паломарська обсерваторія  | К. Й. ван Гаутен, І. ван Гаутен-Ґроневельд, Т. Герельс |
| (16286) 4057 P-L                   | 4057 P-L             | 24 вересня 1960 | Паломарська обсерваторія  | К. Й. ван Гаутен, І. ван Гаутен-Ґроневельд, Т. Герельс |
| (16287) 4096 P-L                   | 4096 P-L             | 24 вересня 1960 | Паломарська обсерваторія  | К. Й. ван Гаутен, І. ван Гаутен-Ґроневельд, Т. Герельс |
| (16288) 4169 P-L                   | 4169 P-L             | 24 вересня 1960 | Паломарська обсерваторія  | К. Й. ван Гаутен, І. ван Гаутен-Ґроневельд, Т. Герельс |
| (16289) 4201 P-L                   | 4201 P-L             | 24 вересня 1960 | Паломарська обсерваторія  | К. Й. ван Гаутен, І. ван Гаутен-Ґроневельд, Т. Герельс |
| (16290) 4204 P-L                   | 4204 P-L             | 24 вересня 1960 | Паломарська обсерваторія  | К. Й. ван Гаутен, І. ван Гаутен-Ґроневельд, Т. Герельс |
| (16291) 4315 P-L                   | 4315 P-L             | 24 вересня 1960 | Паломарська обсерваторія  | К. Й. ван Гаутен, І. ван Гаутен-Ґроневельд, Т. Герельс |
| (16292) 4557 P-L                   | 4557 P-L             | 24 вересня 1960 | Паломарська обсерваторія  | К. Й. ван Гаутен, І. ван Гаутен-Ґроневельд, Т. Герельс |
| (16293) 4613 P-L                   | 4613 P-L             | 24 вересня 1960 | Паломарська обсерваторія  | К. Й. ван Гаутен, І. ван Гаутен-Ґроневельд, Т. Герельс |
| (16294) 4758 P-L                   | 4758 P-L             | 24 вересня 1960 | Паломарська обсерваторія  | К. Й. ван Гаутен, І. ван Гаутен-Ґроневельд, Т. Герельс |
| (16295) 4820 P-L                   | 4820 P-L             | 24 вересня 1960 | Паломарська обсерваторія  | К. Й. ван Гаутен, І. ван Гаутен-Ґроневельд, Т. Герельс |
| (16296) 6308 P-L                   | 6308 P-L             | 24 вересня 1960 | Паломарська обсерваторія  | К. Й. ван Гаутен, І. ван Гаутен-Ґроневельд, Т. Герельс |
| (16297) 6346 P-L                   | 6346 P-L             | 24 вересня 1960 | Паломарська обсерваторія  | К. Й. ван Гаутен, І. ван Гаутен-Ґроневельд, Т. Герельс |
| (16298) 6529 P-L                   | 6529 P-L             | 24 вересня 1960 | Паломарська обсерваторія  | К. Й. ван Гаутен, І. ван Гаутен-Ґроневельд, Т. Герельс |
| (16299) 6566 P-L                   | 6566 P-L             | 24 вересня 1960 | Паломарська обсерваторія  | К. Й. ван Гаутен, І. ван Гаутен-Ґроневельд, Т. Герельс |
| (16300) 6569 P-L                   | 6569 P-L             | 24 вересня 1960 | Паломарська обсерваторія  | К. Й. ван Гаутен, І. ван Гаутен-Ґроневельд, Т. Герельс |

| ← Астероїди 10001—20000 → |             |             |             |             |             |             |             |             |             |
| 10001—10100               | 11001—11100 | 12001—12100 | 13001—13100 | 14001—14100 | 15001—15100 | 16001—16100 | 17001—17100 | 18001—18100 | 19001—19100 |
| 10101—10200               | 11101—11200 | 12101—12200 | 13101—13200 | 14101—14200 | 15101—15200 | 16101—16200 | 17101—17200 | 18101—18200 | 19101—19200 |
| 10201—10300               | 11201—11300 | 12201—12300 | 13201—13300 | 14201—14300 | 15201—15300 | 16201—16300 | 17201—17300 | 18201—18300 | 19201—19300 |
| 10301—10400               | 11301—11400 | 12301—12400 | 13301—13400 | 14301—14400 | 15301—15400 | 16301—16400 | 17301—17400 | 18301—18400 | 19301—19400 |
| 10401—10500               | 11401—11500 | 12401—12500 | 13401—13500 | 14401—14500 | 15401—15500 | 16401—16500 | 17401—17500 | 18401—18500 | 19401—19500 |
| 10501—10600               | 11501—11600 | 12501—12600 | 13501—13600 | 14501—14600 | 15501—15600 | 16501—16600 | 17501—17600 | 18501—18600 | 19501—19600 |
| 10601—10700               | 11601—11700 | 12601—12700 | 13601—13700 | 14601—14700 | 15601—15700 | 16601—16700 | 17601—17700 | 18601—18700 | 19601—19700 |
| 10701—10800               | 11701—11800 | 12701—12800 | 13701—13800 | 14701—14800 | 15701—15800 | 16701—16800 | 17701—17800 | 18701—18800 | 19701—19800 |
| 10801—10900               | 11801—11900 | 12801—12900 | 13801—13900 | 14801—14900 | 15801—15900 | 16801—16900 | 17801—17900 | 18801—18900 | 19801—19900 |
| 10901—11000               | 11901—12000 | 12901—13000 | 13901—14000 | 14901—15000 | 15901—16000 | 16901—17000 | 17901—18000 | 18901—19000 | 19901—20000 |